# The Violin of Monsieur
The Violin of Monsieur er en amerikansk stumfilm fra 1914.

## Medvirkende
- Etienne Girardot som Pere Gerome
- Clara Kimball Young som Yvonne.
- James Young som Jean.
- Helen Connelly.